# Euptychia grimon
Euptychia grimon är en fjärilsart som beskrevs av Jean Baptiste Godart 1823. Euptychia grimon ingår i släktet Euptychia och familjen praktfjärilar. Inga underarter finns listade i Catalogue of Life.